# Hedwig and the Angry Inch (film)
Hedwig and the Angry Inch er en amerikansk musical comedy-drama fra 2001, skrevet og instrueret af John Cameron Mitchell, der også spiller hovedrollen. Filmen der er baseret på Mitchells and Stephen Trasks musical Hedwig and the Angry Inch fra 1998, omhandler en tysk genderqueer rocksanger, som forlader Østtyskland for at prøve lykken i USA.
Filmen modtog blandt andet en pris for bedste instruktør ved Sundance Film Festival, og Mitchell blev nomineret til en Golden Globe for bedste skuespiller - musical eller komedie.

## Medvirkende
- John Cameron Mitchell som Hedwig Robinson/Hansel Schmidt
  - Ben Mayer-Goodman som unge Hansel
- Miriam Shor som Yitzhak
- Stephen Trask som Skszp
- Andrea Martin som Phyllis Stein, Hedwigs manager
- Michael Pitt som Tommy Speck/Tommy Gnosis
- Theodore Liscinski som Jacek
- Rob Campbell som Krzysztof
- Michael Aronov som Schlatko
- Alberta Watson som Hedwig Schmidt, Hansels mor
- Maurits Niggebrugge som Hansels far
- Sook-Yin Lee som Kwahng-Yi
- Maurice Dean Wint som Sergeant Luther Robinson
- Rosie O'Donnell som sig selv
- Dar Williams som sanger på hovedscenen
- Karen Hines som Tommys publicist